# Mazzamurello
Il mazzamurello (o mazzamauriello, mmazzamureo nei dialetti marchigiani centrali, mmazzamëriéllë in ascolano,  mazzamurillë in pescarese, mazzamuriéllë in napoletano, mazzamureddu in sardo) è una creatura fantastica della tradizione folclorico-fiabesca di gran parte delle regioni centro-meridionali d'Italia. La figura del mazzamurello è presente nel folclore di tutte le regioni del centro-sud, dalle Marche fino alla Sicilia. 
Il mazzamurello è un folletto di montagna. Esso presenta numerosi corrispettivi in altre zone d'Italia: i mazzariol di Pieve di Cadore, i mazapegol dell'Emilia, i mazzarot dei boschi delle Tre Venezie. A livello europeo, il mazzamurello può essere inteso come la versione italiana del leprechaun irlandese, del brownie inglese, del coboldo tedesco, del tomte scandinavo, o degli jólasveinar islandesi.
In quanto creatura fantastica, il mazzamurello appartiene a quello che viene definito "piccolo popolo" (sidhe, secondo la dizione gaelica), ossia l'insieme delle creature fatate (o creature intermedie) che compongono l'immaginario fiabesco delle tradizioni popolari.
Il mazzamurello può considerarsi inoltre la versione italica del Robin Goodfellow gallese, chiamato pwca e reso celebre da William Shakespeare in Sogno di una notte di mezza estate.
Caratteristica precipua del mazzamurello è il produrre dei rumori all'interno delle abitazioni per manifestare la sua presenza agli abitanti della casa. Infatti, l'etimologia del nome di questo folletto viene fatta derivare popolarmente proprio dai termini "mazza" (colpo) e "murello" (mura), per indicare la sua abitudine di battere contro le mura di una casa per manifestarsi. Infondata è invece l'ipotesi popolare per cui il nome derivi da "mazza" (ammazza) "muneo" (bambino, nei dialetti centro-marchigiani). Sarebbe infatti dovuta, da una parte, all'assonanza delle parole (ingiustificata però dal contesto linguistico) e dall'altra dalla credenza che assimila i mazzamurelli a spiriti cattivi e infidi. 
Altra ipotesi farebbe derivare il nome da "ammazza Mori", ove per "Mori" si intendano i Saraceni. In ogni caso, secondo la tradizione fiabesca popolare, la presenza di un mazzamurello in casa indica la prossimità di un tesoro, un pericolo imminente per uno degli abitanti o (più spesso) un messaggio di un caro defunto che cerca di comunicare con i vivi.
Nel territorio dei monti Sibillini alla pari di altre creature mitologiche, come le fate caprine e la stessa sibilla appenninica, i mazzamurelli sono tradizionalmente considerati quali messaggeri tra il mondo ordinario e il mondo incantato, ovvero tra il mondo terreno e il mondo dell'aldilà.